# Бекство из собе (филм)
Бекство из собе (енгл. Escape Room) амерички је психолошки хорор филм из 2019. године, режисера Адама Робитела, са Тејлор Расел, Логаном Милером, Дебором Ен Вол, Тајлером Лабином, Ником Доданијем, Џејом Елисом и Јориком ван Вагенингеном у главним улогама. Радња прати групу од шесторо људи који покушавају да побегну из соба у којима су смртоносне замке.
Развој филма почео је у августу 2017. под називом Лавиринт, а снимање крајем 2017. у Јужноафричкој Републици. Премијерно је приказан 4. јануара 2019, у дистрибуцији продукцијске куће Sony Pictures Releasing. Остварио је велики комерцијални успех зарадивши преко 155 милиона долара са вишеструко мањим буџетом. Добио је осредње оцене критичара и публике, па је на сајту Ротен томејтоуз оцењен са 50%. Био је номинован за Награду Сатурн у категорији најбољег акционог или авантуристичког филма, али је изгубио од Немогуће мисије 6.
Године 2021. снимљен је наставак под насловом Бекство из собе 2: Без излаза.

## Радња
Шесторо људи из различитих средина, који се међусобно не познају, позвани су да учествују у новом бекству из собе, а као награда уколико из ње изађу понуђено им је 10.000 долара. Оно што не знају је да су собе испуњене смртоносним замкама и да у њима морају пронаћи трагове за бекство, како би преживели.

## Улоге
| Глумац               | Улога         |
| -------------------- | ------------- |
| Тејлор Расел         | Зои Дејвис    |
| Логан Милер          | Бен Милер     |
| Дебора Ен Вол        | Аманда Харпер |
| Тајлер Лабин         | Мајк Нолан    |
| Ник Додани           | Дени Кан      |
| Џеј Елис             | Џејсон Вокер  |
| Јорик ван Вагенинген | „Гејм-мастер” |